# Eilema sordidescens
Eilema sordidescens là một loài bướm đêm thuộc phân họ Arctiinae, họ Erebidae.